# Gräsnäs
Gräsnäs är ett område i Kungsörs kommun, Västmanlands län. Här mötes Europavägarna E18 och E20. Motorvägskorsningen är en modifikation av en trumpetkorsning.